# Тиборув (Мінський повіт)
Тиборув (пол. Tyborów) — село в Польщі, у гміні Цеґлув Мінського повіту Мазовецького воєводства.
Населення — 90 осіб (2011).
У 1975-1998 роках село належало до Седлецького воєводства.

## Демографія
Демографічна структура станом на 31 березня 2011 року:
|          | Загалом | Допрацездатний вік | Працездатний вік | Постпрацездатний вік |
| -------- | ------- | ------------------ | ---------------- | -------------------- |
| Чоловіки | 42      | 6                  | 31               | 5                    |
| Жінки    | 48      | 7                  | 30               | 11                   |
| Разом    | 90      | 13                 | 61               | 16                   |